# Roberto Cassá
Roberto Cassá Bernaldo de Quirós es un historiador, escritor, sociólogo y educador dominicano, actualmente es el director general del Archivo General de la Nación de la República Dominicana, fue presidente de la Academia de la Historia Dominicana y es miembro de la Academia de Ciencias de la República Dominicana y de la Asociación de Historiadores de América Latina y el Caribe.

## Biografía
Roberto Cassá Bernaldo de Quirós nace el 12 de septiembre de 1948, hijo del abogado José Cassá Logroño y la española María Bernaldo de Quirós Villanueva, de origen noble e hija de Constancio Bernaldo de Quirós; sus primeros estudios los realizó en el Colegio Santa Teresita, se graduó de bachiller en el liceo Manuel Rodríguez Objío.
Para el año 1974 obtiene su Licenciatura en Historia de la Universidad Autónoma de Santo Domingo; en el año del 1988 obtiene una maestría en estudios de la Historia Latinoamericana y un doctorado en Sociología, ambos en la Universidad Autónoma de México. Fue profesor de Historia Social Dominicana e Historia Social Universal en el Instituto Tecnológico de Santo Domingo desde el año 1975 hasta 1985.  
A partir del año 1987 fue empleado como catedrático del Centro de Investigación y Docencia Económica de México, donde impartió clases de Historia Económica. Asimismo, fue profesor de Historia en la Facultad Latinoamericana de Ciencias Sociales desde 1986 hasta 1989. También fue profesor de la Universidad Autónoma de Santo Domingo durante más de dos décadas. 
Ha participado en numerosos proyectos de investigaciones históricas, sociológicas y económicas auspiciadas por instituciones privadas, estatales y académicas, además es presidente de la Academia de la Historia Dominicana y miembro de la Academia de Ciencias de la República Dominicana y de la Asociación de Historiadores de América Latina y el Caribe. 
Recientemente la xv Feria Internacional del Libro de Santo Domingo 2012 rindió honor a la trayectoria de este historiador, sociólogo y educador dominicano, designando una de las calles de la Plaza de la Cultura Juan Pablo Duarte con su nombre.

## Obras
Algunos de sus ensayos y obras más conocidos son: 
| Año de edición | Nombre de la Obra                                                 |
| -------------- | ----------------------------------------------------------------- |
| 1974           | Los taínos en la Española                                         |
| 1984           | Historia social y económica de la República Dominicana            |
| 1980           | Elementos introductorios a la teoría materialista de la historia. |
| 1982           | Capitalismo y dictadura.                                          |
| 1986           | Los doce años: contrarrevolución y desarrollismo.                 |
| 1990           | Movimiento obrero y lucha socialista en la República Dominicana.  |
| 1999           | Orígenes del movimiento 14 de junio.                              |
| 2024           | Con la palabra de Dios                                            |